# Зайфен-Боден
Зайфен-Боден (нем. Saifen-Boden) — коммуна (нем. Gemeinde) в Австрии, в федеральной земле Штирия. 
Входит в состав округа Хартберг.  Население составляет 1060 человек (на 31 декабря 2005 года). Занимает площадь 18,77 км².

## Политическая ситуация
Бургомистр коммуны — Йохан Штеттлер (местный блок) по результатам выборов 2005 года.
Совет представителей коммуны (нем. Gemeinderat) состоит из 15 мест.
- местный список: 8 мест.
- АНП занимает 4 места.
- СДПА занимает 3 места.